# Točkovanje po Apgarjevi
Točkovanje po Apgarjevi je točkovnik za hitro oceno zdravja novorojenčka, namenjen zmanjševanju umrljivosti otrok. Virginia Apgar, anesteziologinja v bolnišnici NewYork–Presbyterian Hospital, je to točkovanje iznašla leta 1952, da bi ocenila učinke porodne anestezije na dojenčke.
Ocena po Apgarjevi se določi z oceno novorojenčka po petih glavnih kriterijih od nič do dve ter seštevkom tako pridobljenih petih vrednosti. Dobljena ocena lahko znaša od nič do 10. Pet kriterijev tvori kratico APGAR (Appearance – videz, Pulse – srčni utrip, Grimace – vzdražljivost, Activity – mišična aktivnost, Respiration – dihanje).

## Kriteriji
|                          | Ocena 0                      | Ocena 1                                            | Ocena 2                                      | Sestavina kratice                        |
| ------------------------ | ---------------------------- | -------------------------------------------------- | -------------------------------------------- | ---------------------------------------- |
| Barva kože               | popolnoma modrikast ali bled | bledi udi, rožnat trup (akrocianoza)               | brez cianoze rožnati trup in udi             | Appearance – videz                       |
| Frekvenca srčnega utripa | odsoten                      | < 100 utripov na minuto                            | > 100 utripov na minuto                      | Pulse – srčni utrip                      |
| Refleksna vzdražljivost  | brez odziva na spodbujanje   | grimasiranje ob sesanju ali agresivnem spodbujanju | jok ob spodbujanju                           | Grimacing – grimasiranje (vzdražljivost) |
| Mišični tonus            | brez                         | nekoliko fleksije                                  | upognjene roke in noge, ki se upirajo iztegu | Activity – (mišična) aktivnost           |
| Dihalni napor            | brez                         | šibek, nereden, lovljenje sape                     | močan jok                                    | Respiration – dihanje                    |

## Interpretacija ocene
Preiskava se običajno opravi 1 in 5 minut po rojstvu, ob nizki oceni pa potrebi tudi pozneje. Ocena 7 ali več je na splošno normalna; ocena od 4 do 6 je razmeroma nizka; ocena 3 ali manj se na splošno šteje za kritično nizko in razlog za takojšen začetek oživljanja.
Nizka ocena 1 minuto po rojstvu lahko pomeni, da novorojenček potrebuje zdravniško pozornost, vendar pa ne pomeni nujno dolgoročne težave, še zlasti če je ocena v 5. minuti boljša. Ocena po Apgarju, ki ostane pod 3 pozneje, npr. po 10, 15 ali 30 minutah, lahko pomeni dolgotrajnejšo nevrološko okvaro, vključno z majhnim, vendar pomembnim povečanjem tveganja za možgansko paralizo. Namen točkovanja po Apgarjevi je hitra ocena, ali novorojenček potrebuje takojšnjo zdravniško oskrbo. Ni namenjeno napovedovanju dolgoročnih težav z zdravjem.
Ocena 10 je zaradi pogostnosti prehodne cianoze redka in se ne razlikuje pomembno od ocene 9. Prehodna cianoza je pogosta, še zlasti pri otrocih, ki se rodijo na visoki nadmorski višini. Študija, v kateri so primerjali dojenčke, rojene v Peruju, z dojenčki, rojeni na zelo visoki nadmorski višini (4340 m), je pokazala pomembno povprečno razliko pri prvi oceni po Apgarjevi, ne pa tudi pri drugi. Na visoki nadmorski višini je bila nižja tudi nasičenost s kisikom.

## Izvajanje ocenjevanja
Če novorojenček potrebuje oživljanje, je treba to začeti pred oceno po Apgarjevi v 1. minuti. Ocena po Apgarjevi se zato ne uporablja za ugotavljanje, ali je potrebno začetno oživljanje, ampak se uporablja za ugotavljanje, ali je treba poskuse oživljanja nadaljevati. Razliko med ocenama po Apgarjevi v 1. minuti in 5. minuti lahko uporabimo za oceno odzivnosti otroka na oživljanje. Če je ocena v 5. minuti pod 7, smernice Programa oživljanja novorojenčka določajo, da je treba dojenčka do 20 minut ocenjevati v 5-minutnih intervalih.
Sistematični pregled, pri katerem so analizirali razmerje med pH popkovnične krvi in izidom pri novorojenčku, je pokazal, da nizek pH popkovnične krvi močno korelira z urmrljivostjo, obolevnostjo in centralno paralizo v otroštvu. Da bi zmanjšali tveganje za negativni izid, se priporoča, da se pri novorojenčku, ki ima v 5. minuti oceno po Apgarjevi 5 ali manj, iz popkovnice odvzame vzorec arterijske krvi za plinsko analizo.

## Omejitve
K oceni po Apgarjevi prispevajo številni dejavniki, med katerimi je več subjektivnih. Med temi so med drugim barva, tonus in refleksna vzdražljivost. Nedonošenčki so lahko v teh kategorijah slabše ocenjeni zaradi nezrelosti in ne zaradi asfiksije. Drugi dejavniki, ki lahko prispevajo k razlikam v oceni, so prirojene okvare, sedacija matere pri porodu, starost nosečnice in poškodba. Neustrezna uporaba točkovanja po Apgarjevi lahko privede do napak pri diagnosticiranju asfiksije.
Različne študije so pokazale, da se ocena po Apgarjevi razlikuje med posameznimi zdravstvenimi delavci. Rezultati študije, v kateri so zdravstveni delavci ocenjevali skupino otrok, je pri medsebojni primerjavi pokazala od 55- do 82-odstotno konsistentnost.